# Second Coming (The Dickies)
Second Coming è il quarto album in studio del gruppo musicale statunitense The Dickies, pubblicato nel 1989.

## Tracce
1. Hair – 3:40 (Galt MacDermot/James Rado/Gerome Ragni)
2. Monster Island – 2:16 (Leonard Graves Phillips/Stan Lee/Enoch Hain)
3. Town Without Pity – 3:12 (Dimitri Tiomkin/Ned Washington)
4. Cross Eyed Tammy – 3:04 (Phillips/Lee)
5. Going Homo – 2:54 (Phillips)
6. Dummy Up – 4:26 (Phillips)
7. Booby Trap – 4:02 (Phillips)
8. Magoomba II – 4:34 (Phillips/Lee)
9. Caligula – 6:07 (Phillips)
10. I'm Stan – 2:13 (Phillips/Lee)
11. Monkey See, Monkey Do – 4:19 (Phillips)